# CNH Industrial
CNH Industrial — транснациональная корпорация в области производства сельскохозяйственной и строительной техники. Штаб-квартира находится в Лондоне (Великобритания), но зарегистрирована в Нидерландах. Акции компании торгуются на Нью-Йоркской фондовой бирже и Итальянской фондовой бирже. Крупнейшим акционером является инвестиционная компания Exor.

## История
Корпорация образовалась в результате слияния целого ряда производителей сельскохозяйственной техники. Название CNH является аббревиатурой названий компаний Case и New Holland, которые объединились 12 ноября 1999 года в CNH Clobal. А дальнейшее слияние с Fiat Industrial в 2012 году образовало CHN Industrial.
Case Corporation была основана в Висконсине (США) в 1842 году Джеромом Кейсом. Первоначально его компания производила молотилки, с 1878 года — паровые двигатели, с 1911 года — тракторы, с 1923 года — комбайны. В 1945 году на заводах компании началась забастовка, продлившаяся 440 дней (самая продолжительная в истории США). В 1957 году купила American Tractor Corporation, а через 10 лет сама была поглощена холдинговой компанией Tenneco. В 1977 году к Case Corporation была присоединена французская компания Poclain Company, крупнейший в мире производитель гидравлических экскаваторов. В 1985 году было куплено подразделение сельскохозяйственной техники компании International Harvester. В середине 1990-х годов Tenneco продала Case Corporation путём размещения акций на бирже. В 1996 году было создано совместное предприятие с китайской компанией Guangxi LiuGong Machinery; в том же году были куплены Austoft Holdings (Австралия), Steyr Landmaschinentechnik (Австрия) и Fermec Holdings (Великобритания).
Компания New Holland была основана в 1895 году в Пенсильвании (США). В середине 1940-х годов компания начала производство пресс-подборщиков, которые стали до конца XX века её основной продукцией. В 1947 году компания объединилась с Sperry Corporation, образовав Sperry New Holland. В 1964 году был куплен контрольный пакет акций в одном из крупнейших производителей комбайнов в Европе, бельгийской компании Claeys. В 1986 году Sperry New Holland была поглощена концерном Ford и объединена с его подразделением тракторов в дочернюю компанию Ford New Holland, в которую в том же году вошла и канадская компания Versatile Farm and Equipment. В 1991 году Ford New Holland была продана итальянскому концерну Fiat, который объединил её со своей примерно равной по размеру дочерней компанией аграрной техники FiatGeotech, в результате получилась компания N.H. Geotech с оборотом 5 млрд долларов, крупнейший в мире производитель тракторов и второй крупнейший комбайнов; её штаб-квартира разместилась в Лондоне. В 1993 году название было изменено на New Holland N.V. Испытывая финансовые затруднения, Fiat в 1996 году разместил 31 % акций New Holland на Нью-Йоркской фондовой бирже.
В 1999 году произошло слияние New Holland с Case Corporation, объединённая компания получила название CNH Global. В 2000 году была поглощена канадская компания Flexi-Coil Ltd.
В 2010 году в результате разделения группы Fiat была образована компания Fiat Industrial, в которую вошло подразделение производства двигателей Fiat для грузовиков, автобусов и промышленных автомобилей, производитель двигателей и трансмиссий, а также производитель грузовиков и автобусов Iveco и контрольный пакет акций в CNH Global. В сентябре 2013 года все эти компании были объединены в CNH Industrial с листингом на фондовых биржах Милана и Нью-Йорка. Объединённая корпорация включила 12 брендов, 63 тысячи сотрудников на 66 предприятиях и 56 научно-исследовательских центров. Её основным акционером стала зарегистрированная в Нидерландах компания Exor, контролируемая семьёй основателей «Фиата» Аньели.
В январе 2017 года CNH Industrial приобрела у датского кооператива DLG Group подразделение сельскохозяйственной техники Kongskilde Industries.
В конце 2021 года автомобильная часть CNH Industrial была выделена в отдельную компанию Iveco Group (куда вошли коммерческий и специальный транспорт, а также трансмиссии). С января 2022 года CNH Industrial начала свой путь в качестве производителя чисто сельскохозяйственной и строительной техники.

## Деятельность
После отделения Iveco у CNH Industrial осталось три подразделения:
- Сельскохозяйственная техника — производство и обслуживание колёсных и гусеничных тракторов, комбайнов, навесного оборудования; бренды техники включают New Holland Agriculture, Case IH, STEYR, Flexi-Coil, Miller, Kongskilde; 77 % выручки
- Строительная техника — экскаваторы, бульдозеры, погрузчики и другая строительная техника под брендами CASE Construction Equipment, New Holland Construction и Eurocomach; 15 % выручки.
- Финансовые услуги — лизинг и кредитование покупки техники; 8 % выручки.

Компании принадлежит 43 завода, большинство из них в США, Бразилии, Италии, Франции, Бельгии, Польше, Китае и Индии. На Северную Америку в 2022 году пришлось 42 % выручки, на Европу, Ближний Восток и Африку — 29 %, на Южную Америку — 21 %, на Азиатско-Тихоокеанский регион — 9 %.